# Arcadium
Gli Arcadium erano un gruppo musicale britannico di musica psichedelica. Pubblicarono un solo album, Breathe Awhile (1969). Lo stile del disco unisce elementi psichedelici, progressive rock e hard blues. Il pezzo più citato è quello di apertura, I'm on my way, suite di 11 minuti.

## Discografia
- 1969 - Breathe Awhile (Middle Earth MDLS 302)

## Formazione
- Miguel Sergides - voce e chitarra
- Graham Best - basso e voce
- Alan Ellwood - tastiere e voce
- Robert Ellwood - chitarra e voce
- John Albert Parker - batteria